# Lou Scheimer
Louis Scheimer, detto Lou (Pittsburgh, 19 ottobre 1928 – Tarzana, 17 ottobre 2013), è stato un produttore televisivo e doppiatore statunitense, principalmente noto come uno dei fondatori originari della Filmation, un celebre studio d'animazione che realizzò varie serie televisive, per le quali Scheimer lavorò anche come produttore esecutivo.

## Biografia
Di religione ebraica, si laureò in Storia dell'Arte alla Carnegie Mellon University.
Fra le serie più celebri a cui Scheimer contribuì in maniera significativa bisogna ricordare He-Man and the Masters of the Universe e Bravestarr. Oltre a lavorare come produttore esecutivo, Scheimer contribuì alla realizzazione delle colonne sonore delle serie da lui prodotte con lo pseudonimo di Erika Lane, e come doppiatore con lo pseudonimo di Erik Gunden. Fra i vari personaggi doppiati da Lou Scheimer si può citare Orko nella serie He-Man and the Masters of the Universe.
Morì due giorni prima di poter compiere 85 anni per le complicazioni della malattia di Parkinson, di cui era affetto da tempo.

## Vita privata
Dalla moglie Jay, Scheimer ebbe due figli; la primogenita, Erika, fu anche lei doppiatrice per le serie prodotte dal genitore.